# Ито, Хироки
Хироки Ито (яп. 伊藤 洋輝 Itō Hiroki, род. 12 мая 1999, Хамамацу, Сидзуока) — японский футболист, защитник немецкого клуба «Бавария» и сборной Японии.

## Клубная карьера
Воспитанник клуба «Джубило Ивата». В 2018 году был переведён в первую команду. 19 августа дебютировал в матче против «Касива Рейсол», выйдя на замену вместо Такуя Мацура. В 2019 году был отдан в аренду в «Нагоя Грампус», где сыграл 9 матчей во всех турнирах. 12 августа 2020 года забил первый гол за клуб против «Омия Ардия».
В июне 2021 года Ито на правах аренды перешёл в «Штутгарт» и начал выступать за вторую команду. Но вскоре, Пеллегрино Матараццо перевел его в основной состав. В ноябре 2021 года получил награду «новичок месяца Бундеслиги».
20 мая 2022 года «Штутгарт» активировал опцию выкупа в контракте японца, Ито подписал полноценный контракт с немецким клубом до 2025 года. В августе 2023 года продлил свой контракт с немецкой командой до июня 2027 года.
1 июля 2024 года перешёл в мюнхенскую «Баварии» за 30 миллионов евро, подписав контракт до 2028 года. Сам футболист прокомментировал свой трансфер:
«Для меня большая честь играть за один из крупнейших клубов мира. „Бавария“ также имеет хорошую репутацию в Японии. Я всегда отдавал все свои силы в „Штутгарте“ и благодарен клубу. Теперь я с нетерпением жду вызова в Мюнхене и хочу внести свой вклад в то, чтобы „Бавария“ выиграла множество трофеев. Пришло время сделать новый шаг, и для меня „Бавария“ — идеальный клуб для этого».
28 июля в товарищеском матче против «Дюрена» Хироки сломал плюсневую кость стопы, из-за чего выбыл из строя.

## Карьера в сборной
2 июня 2022 года дебютировал за сборную Японии в товарищеском матче против Парагвая. В ноябре 2022 года попал в окончательную заявку сборной на чемпионат мира в Катар.
Был включён в состав сборной на Кубок Азии 2023 в Катаре.

## Достижения
«Бавария»
- Чемпион Германии: 2024/25